# Grote bosmuis

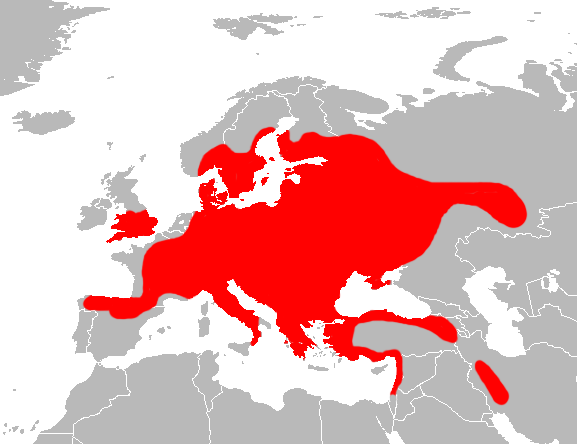
Verspreiding van grote bosmuis

De grote bosmuis (Apodemus flavicollis), vroeger ook geelhalsbosmuis genoemd, is een knaagdier uit het geslacht der bosmuizen (Apodemus) dat voorkomt in Europa en West-Azië. Deze soort staat op de Nederlandse Rode Lijst voor bedreigde diersoorten.

## Kenmerken
Aan de bovenzijde is de grote bosmuis roest- tot kastanjebruin, aan de onderzijde wit. De twee zijden zijn goed van elkaar gescheiden. Hij heeft een gele borstvlek, die groter is dan die van de gewone bosmuis en als een brede halsband over de hals naar de rugzijde uitstrekt. Ook is de rugzijde donkerder bruin van kleur en de onderzijde veel witter van kleur dan bij de gewone bosmuis.
Een volwassen dier kan 88 tot 130 millimeter lang worden en 10 tot 45 gram wegen, waarbij mannetjes iets zwaarder worden dan vrouwtjes. De staart wordt iets langer dan de rest van het lichaam, 90 tot 135 millimeter lang. De staart heeft 165 tot 235 ringen.

## Leefwijze
De grote bosmuis is een goede klimmer en kan soms hoog in een boom worden aangetroffen, tot in het bladerdak. Hij is ook een goede springer. Hij is enkel 's nachts actief.
Het voedselpatroon en leefwijze van de grote bosmuis is vrijwel identiek aan die van de gewone bosmuis. Hij leeft van plantaardig voedsel (granen, noten, vruchten, kiemplantjes, knoppen) en dierlijk voedsel (insecten, larven, poppen, wormen, slakken). Ongewervelde dieren vormen zo'n tien procent van het dieet. De grote bosmuis sleept vaak zijn voedsel naar een andere plek, alvorens het op te eten. Ook legt het dier voedselvoorraden aan voor de winter.
Onder een boomstronk, in het hol van een woelmuis of een mol of in een boomholte legt het dier een nest aan. Een enkele keer graaft hij zelf een nest. Het nest bestaat uit bladeren en versnipperde stukken gras.
De grote bosmuis heeft een groter woongebied dan de gewone bosmuis. De woongebieden van verschillende individuen overlappen waarschijnlijk. Een grote bosmuis wordt maximaal twee jaar oud. De meeste dieren sterven in de winter.

## Voortplanting
De voortplantingstijd loopt van april tot oktober. Bij hoge uitzondering kunnen echter ook in sommige gebieden het gehele jaar door pasgeboren jongen worden aangetroffen. Een vrouwtje kan drie worpen per jaar krijgen. Per worp krijgt een vrouwtje één tot acht (gemiddeld vijf) jongen. De jongen worden kaal geboren, maar zullen al snel een grijze vacht ontwikkelen. Als de jongen ongeveer twee weken oud zijn, wordt de gele halsband zichtbaar.
Jonge muizen maken geluiden van 56 tot 60 kHz, die behalve de moeder ook andere volwassen vrouwtjes aantrekken. Jonge vrouwtjes die vroeg in het jaar geboren zijn, kunnen hetzelfde jaar al een nestje krijgen.

## Verspreiding
Zoals de naam doet vermoeden, leeft de grote bosmuis voornamelijk in een bosrijke omgeving en in boomgaarden. Ook is hij vaak in bossen nabij landbouwgebieden en aan de bosrand te vinden. Soms komen ze ook in tuinen voor (mits deze rijk zijn aan bomen), met name in Midden-Europa. Hij waagt zich minder dan de gewone bosmuis in meer open gebied.
De soort komt voor in Zuid-Engeland en Wales, op het Europese continent van Noord-Spanje, Zuid-Italië en Griekenland via Oost-Frankrijk tot Zuid-Zweden en -Finland, oostwaarts tot de Oeral, West-Armenië en West-Iran en zuidwaarts tot Centraal-Israël en Libanon. In de Middellandse Zee komt hij voor op Korfu en op eilandjes in de Egeïsche en de Adriatische Zee. In Nederland komt het dier voor in Midden- en Zuid-Limburg, in het oosten van de Achterhoek en Twente, in Drenthe en in Oost-Groningen. In België komt hij voor in Wallonië en, zeldzaam, in de Voerstreek.